# チャールズ・オーガスト・ニコルズ
チャールズ・オーガスト・ニコルズ (Charles August Nichols、1910年9月15日 - 1992年8月23日）はアメリカ合衆国のアニメーター、アニメーション演出家・映画監督。ユタ州ミルフォード市生まれ。アメリカン・アニメーションの黄金時代を支えた人物であり、ウォルト・ディズニー・カンパニーやハンナ・バーベラ・プロダクションで活躍した。
しばしばニック・ニコルズともクレジットされた。

## 来歴
1935年にディズニースタジオに入社。ここでのアニメーター時代に初めてアニメーターとしてクレジットされたのは1940年の映画『ピノキオ』であり、登場人物の一人であるコーチマン（馬車屋）のアニメを担当している。1944年に監督に抜擢され、多くの短編映画作品で監督を務めた。ディズニー時代の代表作に『プカドン交響楽』 (Toot, Whistle, Plunk and Boom) やプルートの短編映画シリーズなどがある。
1962年にディズニースタジオを退社後はハンナ・バーベラ・プロダクションへ移籍し、『宇宙家族ジェットソン』や『原始家族フリントストーン』といったテレビアニメ作品シリーズで演出の腕を揮い、映画『シャーロットのおくりもの』ではイワオ・タカモトと連名で監督を務めている。その後も『スクービー・ドゥー』シリーズや『ほえよ! 0011』 (Hong Kong Phooey) など1970年代のハンナ・バーベラ作品の多くで演出・監督担当として作品制作に携わり続けた。

## 主な参加作品

### ディズニー時代
- ピノキオ（1940年、作画）
- 総統の顔（1943年、作画）
- プルートの春や春（1944年、監督）
- プルートの仲直り（1944年、監督）
- 犬の見張り番（1945年、監督）
- プルートの武勇伝（1945年、監督）
- プルートとコヨーテ岩の伝説（1945年、監督）
- プルートの番人（1945年、監督）
- プルートのかわいい弟（1946年、監督）
- プルートの牛乳屋（1946年、監督）
- プルートの名探偵（1946年、監督）
- 子ねこのフィガロ（1946年、監督）
- プルートの引っ越し騒動（1947年、監督）
- プルートの救助犬（1947年、監督）
- フィガロとフランキー（1947年、監督）
- プルートの郵便犬（1947年、監督）
- ミッキーのダンスパーティー（1947年、監督）

- プルートは歌がお好き（1947年、監督）
- ミッキーの大探検（1948年、監督）
- プルートの骨どろぼう（1948年、監督）
- プルートのおつかい（1948年、監督）
- プルートの睡眠不足（1948年、監督）
- プルートと小鳥の坊や（1948年、監督）
- ミッキーとあざらし（1948年、監督）
- プルートのサボテン騒動（1949年、監督）
- プルートのびっくり小包（1949年、監督）
- プルートのありがた迷惑（1949年、監督）
- プルートの風船ガム（1949年、監督）
- プルートのひつじ番（1949年、監督）
- プルートの恋の季節（1950年、監督）
- プルートとモグラ（1950年、監督）
- プルートのサーカス大好き（1950年、監督）
- プルートの大暴れ（1950年、監督）

- プルートの猫騒動（1950年、監督）
- プルートと山犬（1950年、監督）
- リスの手袋騒動（1950年、監督）
- 番犬プルート（1950年、監督）
- 小さな大鹿（1950年、監督）
- プルートのユートピア（1951年、監督）
- ふしぎの国のアリス（1951年、作画）
- プルートのテレビ料理（1951年、監督）
- ミッキーの"あらいぐまを探せ"（1951年、監督）
- ミッキーの魚釣り（1953年、監督）
- メロディ（1953年、監督）
- プカドン交響楽（1953年、監督）
- ドナルドのグランドキャニオン旅行（1954年、監督）
- ドナルドの災難〜家庭篇（1956年、監督）
- ドナルドの災難〜仕事篇（1959年、監督）
- ウインドワゴン・スミスの伝説（1961年、監督）

### ハンナ・バーベラ時代
- 宇宙家族ジェットソン（1962年-1963年、演出）
- 原始家族フリントストーン（1960年-1966年、演出）
- チキチキマシン猛レース（1968年-1970年、演出）
- シャーロットのおくりもの（1973年、監督）